# Zach Collins
Zach Collins (Las Vegas, 19 de novembro de 1997) é um jogador norte-americano de basquete profissional que atualmente joga no Chicago Bulls da National Basketball Association (NBA).
Ele jogou basquete universitário pela Universidade Gonzaga e foi selecionado pelo Sacramento Kings como a 10ª escolha geral no draft da NBA de 2017 e foi trocado para o Portland Trail Blazers na noite do draft. Durante o início de sua carreira com a equipe, ele enfrentou várias lesões, o que o levou a jogar apenas 154 partidas em suas primeiras quatro temporadas. Ele se juntou ao San Antonio Spurs como agente livre em agosto de 2021, onde jogou por quatro temporadas antes de ser trocado para os Bulls em 2025.

## Carreira no ensino médio
Collins jogou basquete no ensino médio na Bishop Gorman High School em Summerlin, Nevada, onde ajudou a liderar sua escola a quatro títulos estaduais consecutivos. Nas suas primeiras três temporadas, Collins saiu do banco e jogou ao lado de outros pivôs como Stephen Zimmerman e Chase Jeter.
Em seu último ano, Collins teve um ano produtivo com médias de 17,3 pontos, 14 rebotes, 3,1 assistências e 6,4 tocos, sendo eleito o MVP da Southwest League de Nevada e recebendo o prêmio de Jogador do Ano de Nevada. Collins também quebrou o recorde do estado de mais rebotes e tocos durante seu último ano.
Apesar de ser classificado como um prospecto de quatro estrelas, Collins foi nomeado para o McDonald's All-American Game de 2016. Collins foi o primeiro McDonald's All-American a se comprometer com a Universidade Gonzaga diretamente do ensino médio. Collins ajudou a liderar o time do Oeste a uma vitória por 114–107, marcando nove pontos, além de seis rebotes, três assistências e dois roubos de bola em 12 minutos de jogo.

### Recrutamento
No inverno de 2015, durante seu terceiro ano no ensino médio, Collins fez visitas oficiais a California, San Diego State, Utah, New Mexico e Gonzaga, além de visitas não oficiais à UNLV. Em março de 2015, Collins se comprometeu com Gonzaga. Ele assinou com a universidade no período inicial de contratações como um membro chave da classe de recrutamento mais bem classificada da história da universidade.

## Carreira universitária
Como calouro na Universidade Gonzaga, Collins geralmente jogava saindo do banco como pivô, atuando em rotação — e ocasionalmente em dupla — com Przemek Karnowski. Durante a temporada de 2016–17, ele teve médias de 10 pontos, 5,9 rebotes e 1,7 tocos em 17,3 minutos. Na semifinal nacional do Torneio da NCAA de 2017, Collins registrou 14 pontos, 13 rebotes e seis tocos, enquanto a equipe derrotava South Carolina por 77–73, avançando para sua primeira final de campeonato nacional.

## Carreira profissional

### Portland Trail Blazers (2017–2021)
Ao concluir sua temporada como calouro, Collins anunciou sua intenção de abrir mão dos três anos restantes de elegibilidade universitária e entrar no draft da NBA de 2017. Ele foi selecionado pelo Sacramento Kings como a 10ª escolha geral e foi posteriormente trocado para o Portland Trail Blazers. Em 3 de julho de 2017, Collins assinou um contrato de 4 anos e US$16.33 milhões com os Trail Blazers.
Em 5 de novembro de 2019, os Trail Blazers anunciaram que Collins havia passado por uma cirurgia bem-sucedida para reparar o labrum esquerdo e que ficaria afastado por cerca de quatro meses. Em 30 de dezembro de 2020, os Trail Blazers anunciaram que Collins havia passado por outra cirurgia bem-sucedida para reparar uma fratura por estresse no maléolo medial esquerdo, o que resultou nele perdendo toda a temporada.
Enquanto se recuperava da lesão anterior, Collins refraturou o pé, e em 29 de junho de 2021, os Trail Blazers anunciaram que ele passou por uma segunda cirurgia de revisão para reparar a fratura por estresse no maléolo medial esquerdo. Ele não participou dos playoffs devido à lesão.

### San Antonio / Austin Spurs (2021–2025)
Em 11 de agosto de 2021, Collins assinou um contrato de 3 anos e US$22 milhões com o San Antonio Spurs. Em 16 de janeiro de 2022, ele foi designado para o Austin Spurs da G-League enquanto se recuperava de sua lesão no tornozelo. Em 31 de janeiro, ele foi chamado de volta. Estreou pelos Spurs em 4 de fevereiro contra o Houston Rockets, marcando 10 pontos e pegando sete rebotes.
Em 10 de fevereiro de 2023, Collins registrou 29 pontos e 11 rebotes durante uma derrota por 138–131 em dupla prorrogação contra o Detroit Pistons. Durante a temporada de 2022–23, Collins melhorou suas médias estatísticas, totalizando quase 12 pontos, três assistências e arremessando 52% de quadra e 37% de três pontos.
Em 22 de outubro de 2023, Collins assinou uma extensão de contrato de dois anos e US$ 35 milhões com os Spurs. Ele jogou em 69 partidas (sendo titular em 29) durante a temporada de 2023–24 e teve médias de 11,2 pontos, 5,4 rebotes e 2,8 assistências. No último jogo da temporada da equipe, em 14 de abril de 2024, contra o Detroit Pistons, Collins sofreu uma luxação no ombro direito. Após uma ressonância magnética revelar um labrum rompido, ele passou por cirurgia para reparar a lesão.

### Chicago Bulls (2025–Presente)
Em 3 de fevereiro de 2025, Collins, junto com Tre Jones e uma escolha de primeira rodada de 2025, foi trocado para o Chicago Bulls em uma negociação envolvendo três equipes, na qual enviaram Sidy Cissoko, três escolhas de primeira rodada e duas escolhas de segunda rodada para o Sacramento Kings.

## Estatísticas da carreira

### NBA

#### Temporada regular
| Ano      | Equipe      | PJ  | PT | MPJ  | AP   | 3P   | LL   | RT  | AS  | BR | TO | PPJ  |
| -------- | ----------- | --- | -- | ---- | ---- | ---- | ---- | --- | --- | -- | -- | ---- |
| 2017–18  | Portland    | 66  | 1  | 15.8 | .398 | .310 | .643 | 3.3 | .8  | .3 | .5 | 4.4  |
| 2018–19  | Portland    | 77  | 0  | 17.6 | .473 | .331 | .746 | 4.2 | .9  | .3 | .9 | 6.6  |
| 2019–20  | Portland    | 11  | 11 | 26.4 | .471 | .368 | .750 | 6.3 | 1.5 | .5 | .5 | 7.0  |
| 2021–22  | San Antonio | 28  | 4  | 17.9 | .490 | .341 | .800 | 5.5 | 2.2 | .5 | .8 | 7.8  |
| 2022–23  | San Antonio | 63  | 26 | 22.9 | .518 | .374 | .761 | 6.4 | 2.9 | .6 | .8 | 11.6 |
| 2023–24  | San Antonio | 69  | 29 | 22.1 | .484 | .320 | .753 | 5.4 | 2.8 | .5 | .8 | 11.2 |
| 2024–25  | San Antonio | 36  | 4  | 11.8 | .462 | .304 | .886 | 2.8 | 1.4 | .4 | .4 | 4.6  |
| Carreira | Carreira    | 350 | 75 | 19.2 | .470 | .335 | .762 | 4.8 | 1.7 | .4 | .6 | 7.6  |

#### Play-In
| Ano      | Equipe      | PJ | PT | MPJ  | AP   | 3P   | LL   | RT  | AS | BR | TO  | PPJ |
| -------- | ----------- | -- | -- | ---- | ---- | ---- | ---- | --- | -- | -- | --- | --- |
| 2020     | Portland    | 1  | 1  | 7.5  | .500 | .500 | –    | 1.0 | .0 | .0 | .0  | 3.0 |
| 2022     | San Antonio | 1  | 0  | 16.8 | .500 | .000 | .500 | 2.0 | .0 | .0 | 1.0 | 5.0 |
| Carreira | Carreira    | 2  | 1  | 12.1 | .500 | .250 | .500 | 1.5 | .0 | .0 | .5  | 4.0 |

#### Playoffs
| Ano      | Equipe   | PJ | PT | MPJ  | AP   | 3P   | LL   | RT  | AS  | BR | TO  | PPJ |
| -------- | -------- | -- | -- | ---- | ---- | ---- | ---- | --- | --- | -- | --- | --- |
| 2018     | Portland | 4  | 0  | 17.5 | .367 | .214 | .750 | 3.0 | 1.5 | .8 | .5  | 7.0 |
| 2019     | Portland | 16 | 0  | 17.2 | .506 | .333 | .800 | 3.6 | .9  | .4 | 1.4 | 6.8 |
| Carreira | Carreira | 20 | 0  | 17.3 | .436 | .273 | .775 | 3.3 | 1.2 | .6 | .9  | 6.9 |

### Universitário
| Ano     | Equipe  | PJ | PT | MPJ  | AP   | 3P   | LL   | RT  | AS | BR | TO  | PPJ  |
| ------- | ------- | -- | -- | ---- | ---- | ---- | ---- | --- | -- | -- | --- | ---- |
| 2016–17 | Gonzaga | 39 | 0  | 17.3 | .652 | .476 | .743 | 5.9 | .4 | .5 | 1.8 | 10.0 |